# La Bastida de Bellera

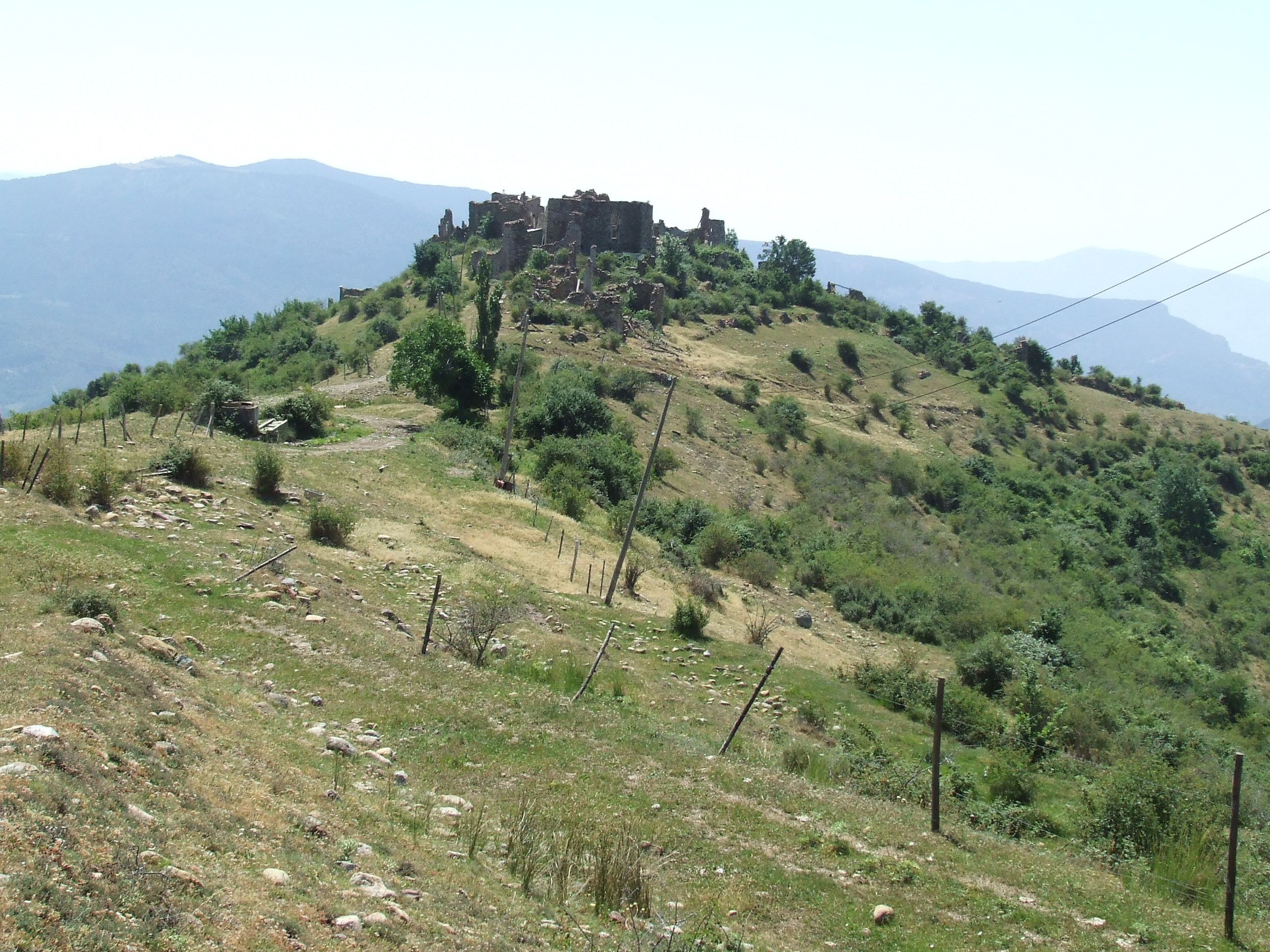
Vista general de La Bastida de Bellera.

La Bastida de Bellera es un antiguo pueblo del municipio de Sarroca de Bellera, en la comarca del Pallars Jussá. Formaba parte desde 1847 del término primitivo de Sarroca de Bellera.
Está situado en la parte oriental del término, casi al lado del enclave de Larén, del término municipal de Senterada. Adosado a una roca bajo el Tossal al encuentro de la Sierra de La Bastida y del Serrat Segur, domina el valle del barranco de Sant Genís, queda casi al frente del antiguo monasterio de San Ginés de Bellera, 650 metros al sureste del pueblo, sobre el barranco de San Ginés, se encuentra el puente románico llamado Puente del Diablo, que unía La Bastida de Bellera con el monasterio de San Ginés de Bellera.
A pesar de su despoblamiento, Joan Bellmunt (op. cit.) Recogió en 1994 el nombre de las casas del pueblo: Abadía (que podría ser la antigua rectoría), Antoni, Casolà, Cassó, Ermengol, Jepet, Junico, Magí, Mateu, Pallarès y Ricou.
La iglesia del pueblo, parroquial, está dedicada a san Sebastián (patronaje puesto tras el ataque de una peste) y llegó a ser lo suficientemente importante: tenía siete altares. A 1,5 km del pueblo, además, está la ermita de Santa María de Bellera, al sureste, siguiendo la cresta de la Sierra de La Bastida.

## Etimología
Se trata de un nombre románico descriptivo: la Bastida indica la existencia de un pequeño castillo subsidiario de otro más grande e importante. Bellera indica el territorio al que pertenecía: la baronía de Bellera.

## Historia

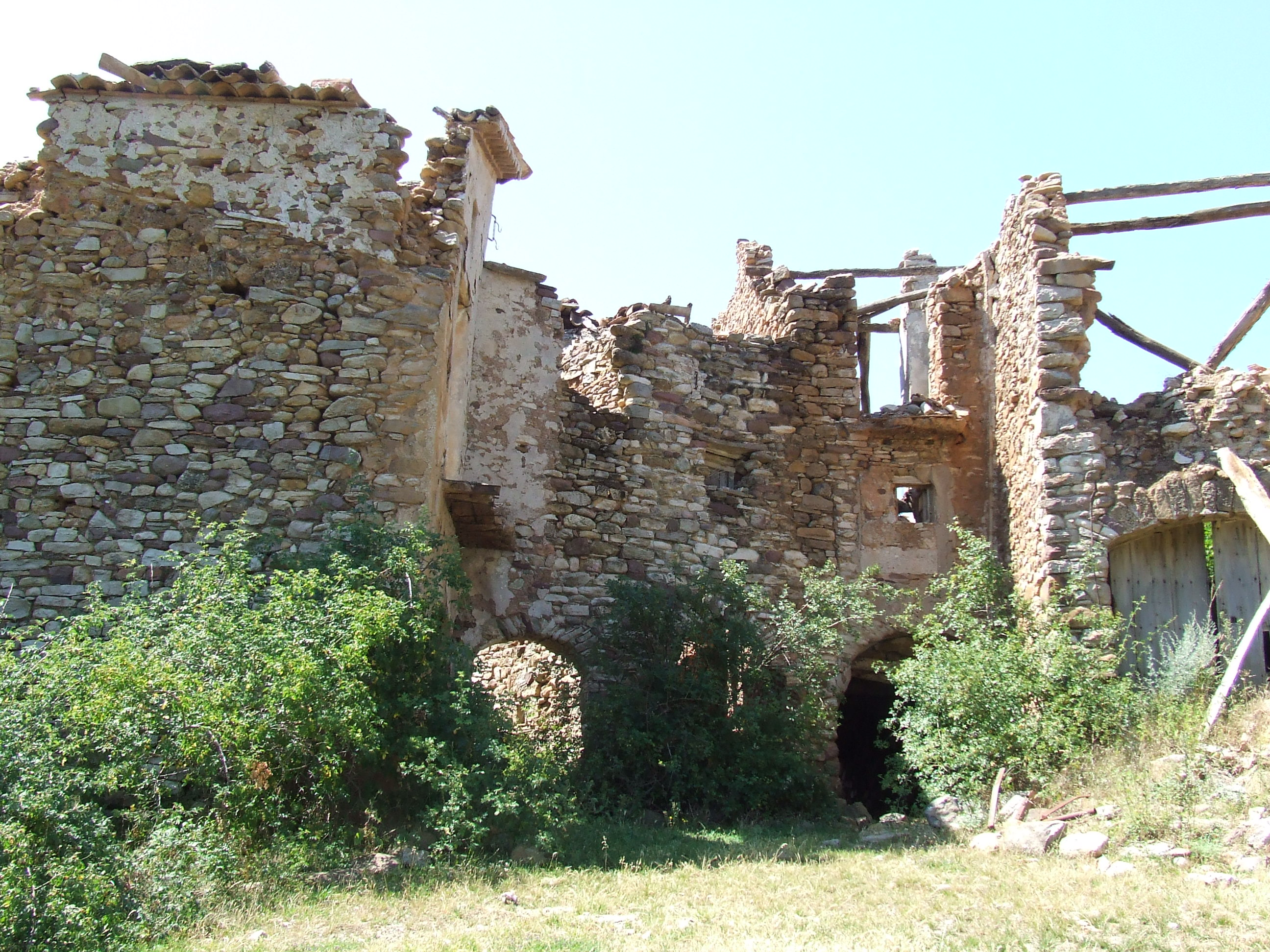
Antigua plaza de la población.

La Bastida de Bellera consta ya en 1381 dentro de la baronía de Bellera, en ese momento tenía 3 fuegos (unos 15 habitantes).
Fue uno de los muchos pueblos pallareses que en 1812 tuvieron ayuntamiento propio, a raíz del despliegue de los preceptos de la Constitución de Cádiz, pero que perdió en febrero del 1847, ya que no llegaba al mínimo de 30 vecinos (cabezas de familia) que exigía la ley municipal del 1845. Así, en febrero de 1847 fue agregado en Sarroca de Bellera, junto con Les Esglésies, y entre los tres pueblos y el caserío de Vilella sumaron los 36 vecinos requeridos.
Pascual Madoz, en su Diccionario geográfico... de 1845 incluye un artículo sobre Bastida de Bellera. Dice que el pueblo:

está sobre una colina, con libre ventilación y clima propenso a inflamaciones y enfermedades bronquiales. Tenía 10 casas de un solo piso, 8 de ellas alrededor de una plazoleta, con la iglesia parroquial de San Sebastián, y 2 más a 10 pasos de distancia. El terreno del pueblo es en parte montañoso y en parte plano, es escabroso y de mala calidad. Hay bosques de encinas y robles que se utilizaban para leña, y una pequeña huerta regada por el río de Sarroca a través de una acequia. Menciona el barranco de San Ginés, pero dice que las aguas son tan profundas, que no se pueden aprovechar, y hace mención del puente, sin decir su nombre. Se producía trigo, cebada, patatas, legumbres, frutas, pasas y cáñamo. De ganado, vacas, ovejas y caballos. Había caza, sobre todo de liebres, perdices y conejos. La población era de seis vecinos (cabezas de familia) y 25 almas (habitantes).

En 1845 constan 25 habitantes, que habían pasado a ser 6 en 1970 y hacia 1994, año en que pasó a ser un pueblo abandonado.